# Walkact

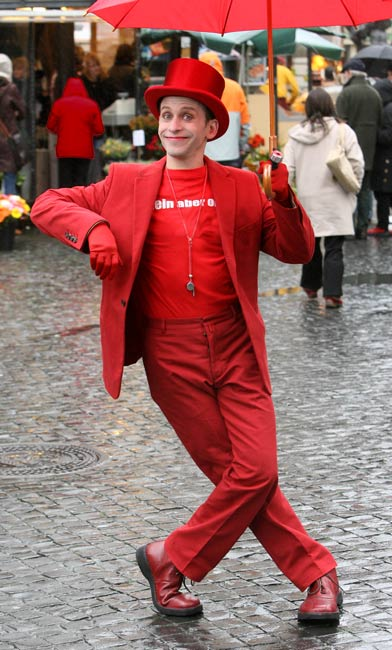
Walk-act des Pantomimen Pablo Zibes

Ein Walkact (auch Walk Act oder Walking Act) ist eine besondere Form des Theaterspiels, bei der Schauspieler und Publikum nicht durch die Bühnenrampe getrennt sind, sondern sich gemeinsam in einem Raum oder zumindest auf einer Ebene befinden. Die Darsteller unterscheiden sich zum Teil nur durch Maske und Kostüm von den Zuschauern, zum Teil agieren sie auch ohne Verkleidung. Ein wichtiges Element ist der häufige und spontane Standortwechsel, der dieser Darstellungsform den Namen gibt. Walkacts kommen besonders häufig beim Straßen- und Improvisationstheater vor. Die Übergänge zu Pantomime, Comedy und Artistik sind fließend.
Verbreitet sind Walk-Acts auch zu Werbezwecken, wobei Künstler die Passanten an den Stand des Werbetreibenden locken, selbst Werbezettel verteilen oder mit ihrer Kostümierung werben (Firmenlogos, Werbespots etc.). Die Walk-Acts, die von Unternehmen eingesetzt werden, sind häufig deren Maskottchen. Beispiele für Walk-Acts in Gestalt von Maskottchen sind der Spee Fuchs, die rosa Hasen von Tally Weijl oder der Mitmän des LVR.